# George Fox

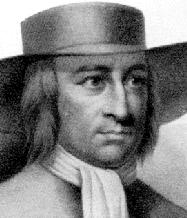
XIX-wieczna grawiura na podstawie ilustracji o nieznanej dacie

George Fox (ur. w lipcu 1624 [jul.], zm. 13 stycznia?/23 stycznia 1691) – angielski dysydent i założyciel Religijnego Towarzystwa Przyjaciół, skupiającego chrześcijan powszechnie znanych jako kwakrzy. Żył w czasach wielkiego przewrotu społecznego. Wystąpił przeciwko władzom religijnym i politycznym, zaproponował radykalne i bezkompromisowe podejście do wiary chrześcijańskiej. Jeździł po całej Wielkiej Brytanii jako kaznodzieja, za co był prześladowany przez władze.

## Życie i działalność
Narodził się w purytańskiej wiosce, w Drayton-in-the-Clay (Leicestershire), znanej dziś jako Fenny Drayton. Jego ojciec, Christopher Fox, był tkaczem. George był najstarszym spośród czworga rodzeństwa.
W roku 1647 zaczął głosić w miejscach publicznych. Skrytykował decyzję sędziów, którzy skazali na śmierć kobietę przyłapaną na popełnieniu kradzieży. Był przeciwnikiem płacenia dziesięcin, składania przysięgi oraz służby wojskowej. Z tego powodu popadł w konflikt z władzami świeckimi oraz religijnymi. W 1649 roku uwięziony został w Nottingham i było to jego pierwsze uwięzienie. W 1650 roku został uwięziony w Derby za bluźnierstwo. Fox na rozprawie powiedział do sędziego: „Drżyj przed sądem Bożym”. Po tym wydarzeniu zwolenników Foxa nazwano „Quakers” (drżący). W sumie był więziony osiem razy. Ostatnie uwięzienie miało miejsce w roku 1675.
Fox kilkakrotnie spotkał się z Cromwellem. Podczas drugiego spotkania, które miało miejsce w 1656 roku, przywitał Cromwella słowami „lay down his crown at the feet of Jesus” (złóż swoją koronę u stóp Jezusa). Fox domagał się od Cromwella wolności religijnej dla swoich zwolenników.
W 1654 roku przeprowadził misję, wraz z 60 swoimi zwolennikami, w południowej Anglii. Następnie głosił w Szkocji (1657–1658), Walii (1657), Irlandii (1669), Indiach Zachodnich oraz Ameryce (1671–1673), w Holandii (1677 oraz 1684) i Niemczech (1677). Po roku 1660 Fox słał listy do znaczących polityków oraz osób w różnych krajach świata, m.in. do papieża, tureckiego sułtana, a także do chińskiego cesarza.